# Manduca brasiliensis
Manduca brasiliensis is een vlinder uit de familie pijlstaarten (Sphingidae). De wetenschappelijke naam van de soort werd in 1911 gepubliceerd door Heinrich Ernst Karl Jordan.

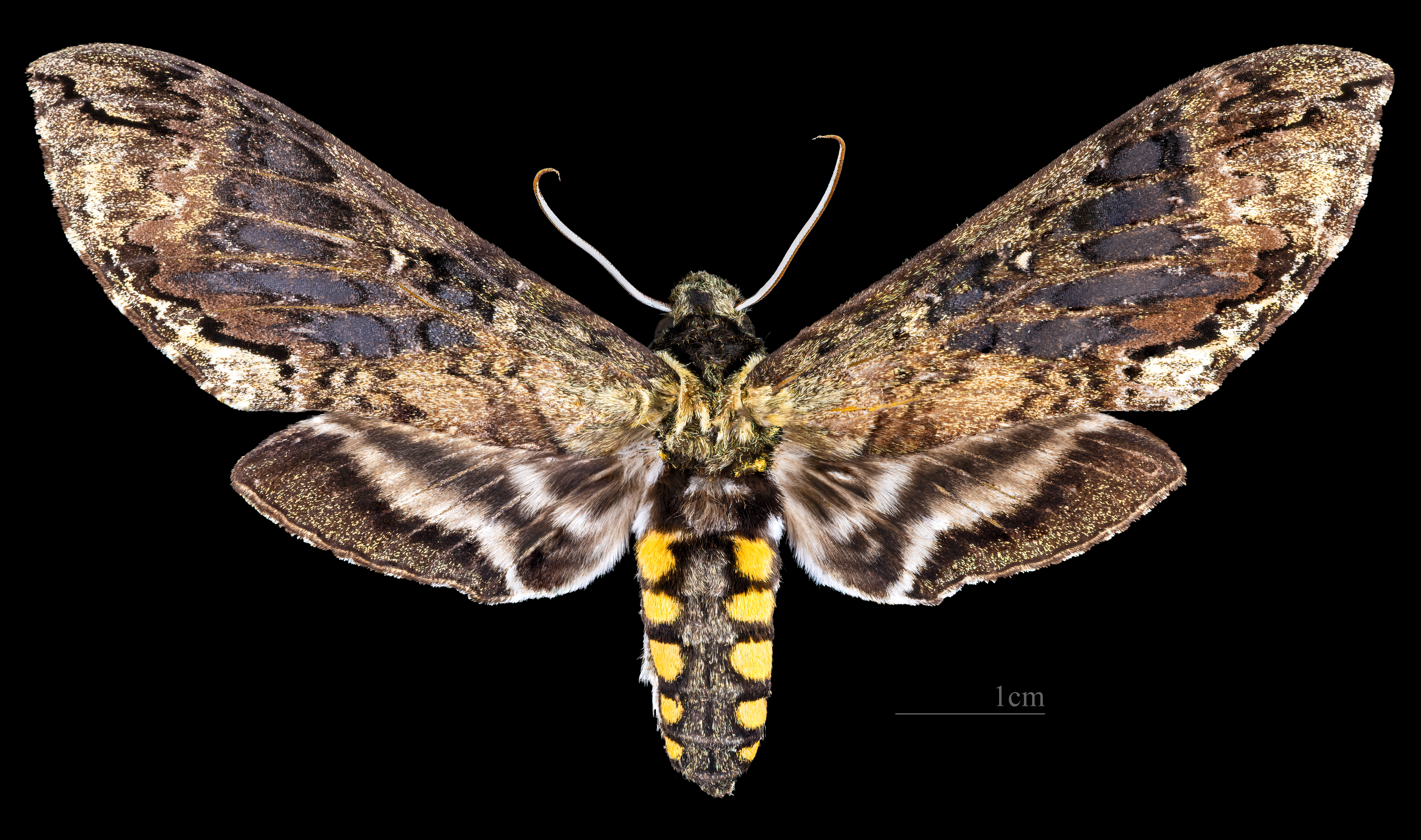
Manduca brasiliensis ♀
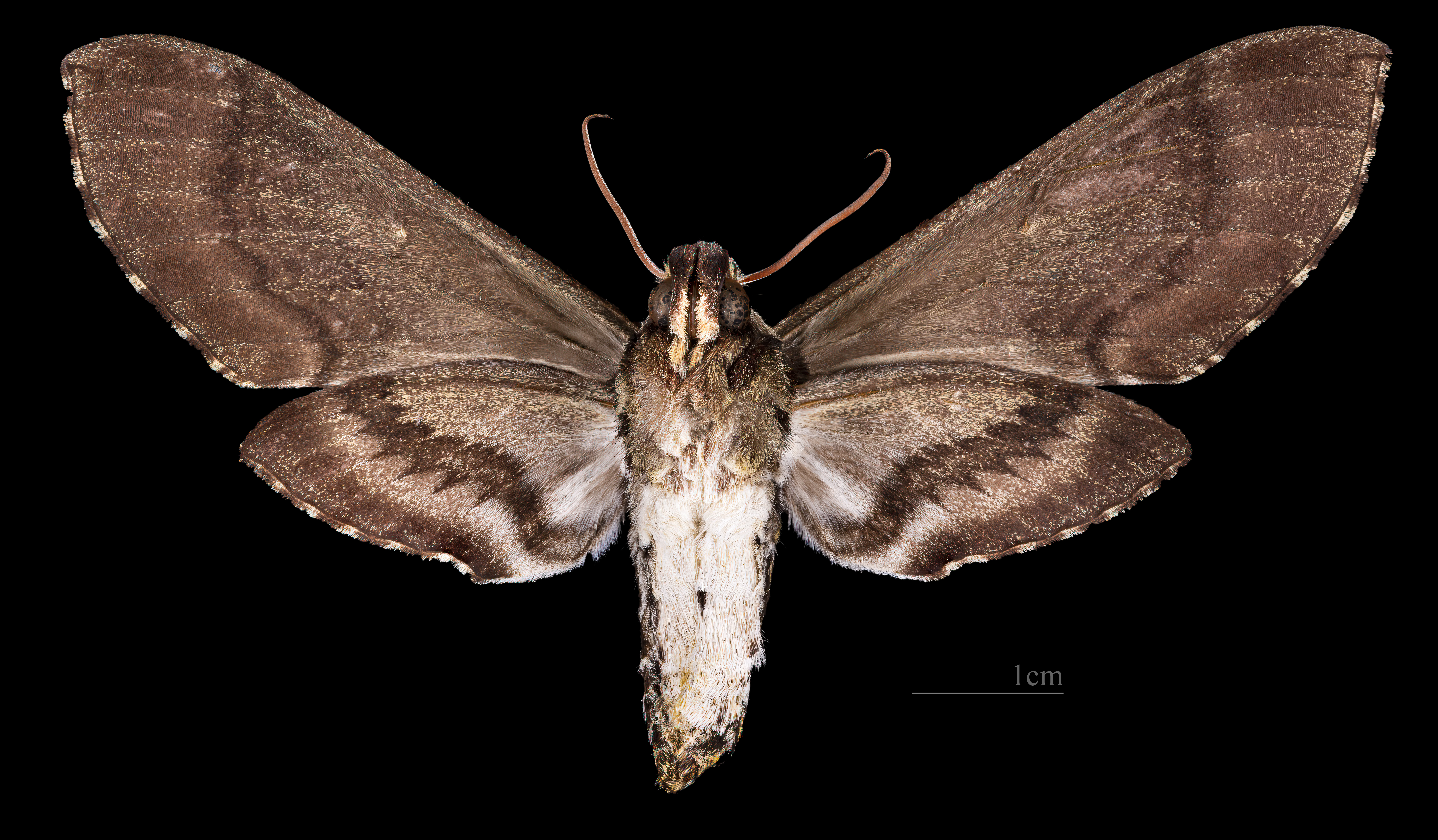
Manduca brasiliensis  ♀ △